# Maloca

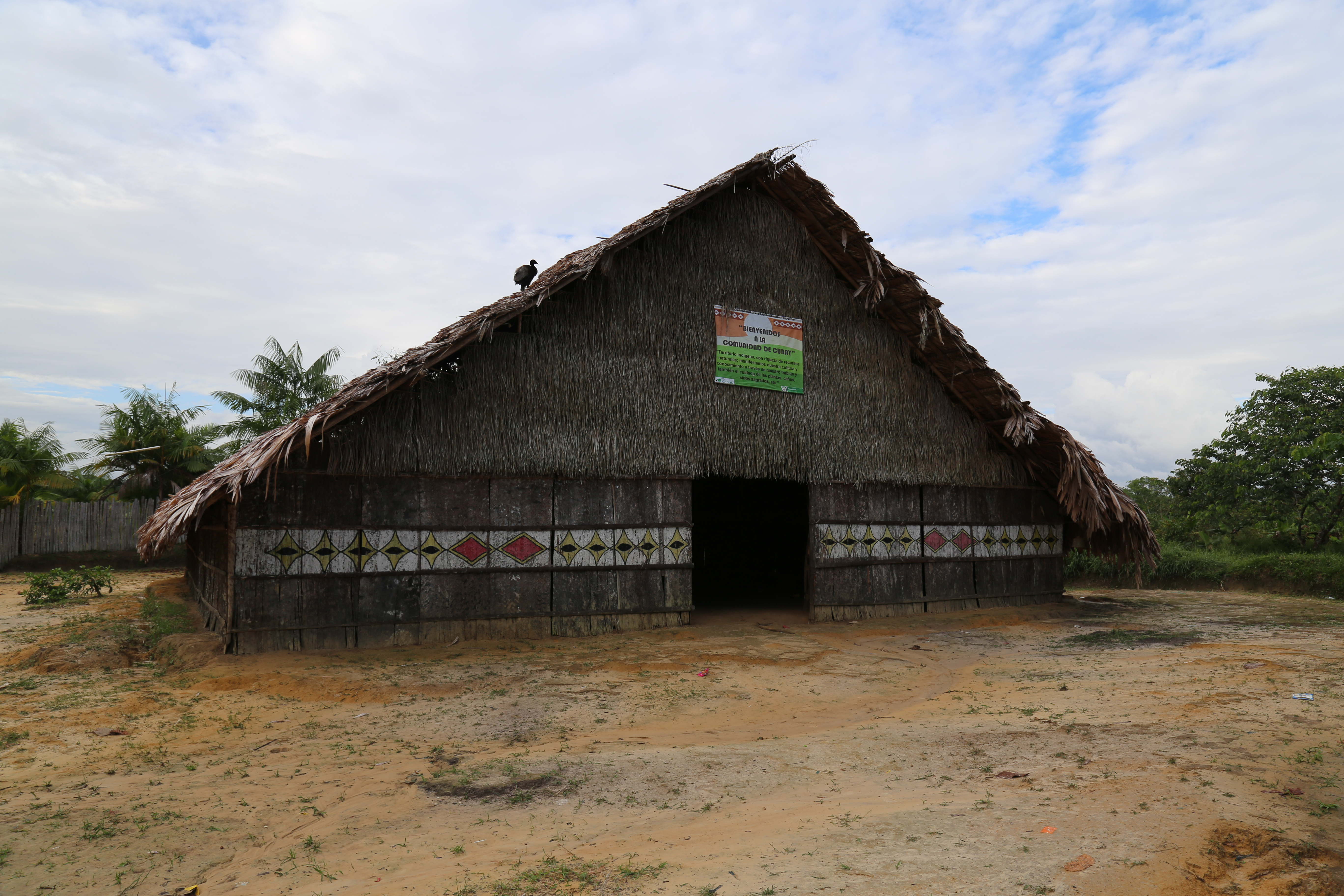

Les malocas sont de grandes maisons communautaires habitées par diverses tribus amérindiennes d'Amérique du Sud, par exemple par les Enawene Nawe dans le Mato Grosso au Brésil et par les Enawene Nawe, les Yucuna ou les Chibchas en Colombie. 
Quand le bois de la maison commence à pourrir, la communauté change de région et part construire une nouvelle maloca, laissant à la terre, aux rivières et à la forêt le temps de reconstituer leurs ressources, au moins pour dix ans, avant un éventuel retour de la tribu. 
Les environs de la maloca sont désherbés, de manière à protéger le site des animaux, des esprits et d'éventuels ennemis, mais aussi des branches et arbres qui pourraient tomber sur le sol.

## Structure de l'habitation
La maloca est seulement composée de matériaux biodégradables, principalement du bois. Il s'agit d'un grand espace très haut, soutenu par quatre piliers et la seule entrée est une porte orientée vers le côté du lever du soleil. La maloca est souvent en forme de cercle et construite sur une terre ayant été battue par la famille qui vit à l'intérieur. C'est un bâtiment multi-générationnel où se déroule toute la vie de la famille. La maloca sert parfois de cadran solaire négatif.  Ses différentes parties sont aussi des références essentielles dans certaines incantations chamaniques.
Dans son ouvrage intitulé Les Peuples étranges (2024), Thomas Mayne Reid a écrit :
"Qu'est-ce que c'est qu'une malloca ?", me demandez-vous. C'est la demeure de notre Indien. Je suis bien obligé de lui conserver son nom ; quel autre pourrions-nous lui donner ? Ce n'est pas une case, ni une chaumière. Sa maison est un village, et son village n'est pas un groupe de maisons. Il diffère de tous ceux que nous avons rencontrés ou que nous pourrions décrire. La langue civilisée n'a pas de mot qui lui soit applicable..., à moins que nous ne l'appelions une caserne. C'est un vaste édifice où loge toute la portion de la tribu qui réside au même lieu. Érigé par le travail de tous, la propriété en est commune à chaque famille..., qui cependant y a sa demeure particulière.
Figurez-vous une espèce de temple dont la couverture est soutenue par des stipes de palmiers tellement droits et polis, qu'on les prendrait pour des colonnes. De belles solives sont attachées à ces piliers par des lianes résistantes, et l'assemblage en est fait avec la précision qui s'observe dans le gréement d'un navire. Des palmes disposées d'une façon régulière, recouvrent cette charpente ; et la toiture, descendant très bas, donne extérieurement à la malloca, l'aspect d'une ruche colossale.
Quant aux murailles, elles sont faites de bambous ou d'éclats de frondes de palmiers. Ce clayonnage est tellement fort, qu'il est à l'épreuve de la flèche et de la balle. L'édifice, qui forme un parallélogramme arrondi à l'un de ses bouts, est d'une étendue suffisante pour loger plus d'une centaine d'individus, et recevoir des hôtes nombreux ; car en certaines circonstances les communes voisines se réunissent. La malloca renferme alors trois ou quatre cents personnes.
À l'intérieur, de chaque côté d'une vaste halle qui en occupe le milieu, est une rangée de cellules séparées les unes des autres par un clayonnage analogue à celui de la muraille. Chacun de ces appartements constitue la demeure d'une famille. La grande salle est réservée aux appareils d'une certaine. dimension, tels que les fours d'argile, les vases pour préparer la cassave et faire bouillir la chica. C'est un terrain neutre où les enfants s'amusent, où les affaires se discutent, et où se donnent les bals et autres fêtes publiques.
Une grande porte qui a deux mètres de large sur trois mètres de haut (porte commune à tous les habitants) est placée dans le pignon. Elle est ouverte pendant le jour, et fermée chaque soir au moyen d'une forte claie qui, suspendue à la muraille, s'abaisse comme une herse. À l'autre bout, se voit une porte plus petite : celle-ci est à l'usage du chef, qui occupe avec sa  famille toute la partie circulaire dont nous avons parlé.
Toutes les mallocas présentent la même disposition, mais elles se modifient dans les détails d'après le goût de chaque 'tribu : il y en a de plus ou moins grandes, de plus ou moins élevées. La forme varie, et les matériaux changent d'après les lieux où elles sont construites. Enfin, diverses tribus ont des huttes séparées, mais c'est exceptionnel. L'habitation commune est bien autrement répandue. Elle se retrouve dans toute la Montaña, depuis la frontière du Pérou jusqu'au bord de l'Atlantique, et des sources du rio Négro jusqu'aux highlands du Brésil.

## Organisation de la vie
Les habitants des malocas sont très tournés vers la nature. Ils se sentent eux-mêmes acteurs de la nature et ne veulent pas se placer au-dessus des autres êtres vivants. La maloca représente leur lien avec la nature et est considérée comme sacrée par tous ses habitants.
Les quatre piliers qui soutiennent la maloca délimitent l'endroit où seront enterrés les membres de la famille. 
Ces tribus amazoniennes étant nomades, lorsqu'elles décident de se déplacer, elles détruisent la maloca. Ainsi, ils ne souillent pas la nature par leur implantation sur un territoire.